# 阿道弗·迪亚斯
阿道弗·迪亚斯·雷西诺斯（西班牙語：Adolfo Díaz Recinos；1875年7月15日—1964年1月29日），尼加拉瓜政治家。出生于哥斯达黎加，早年在美国矿业公司任职，后步入政坛，曾两度担任尼加拉瓜总统，在首个任期内，迪亚斯通过《布赖恩—查莫罗条约》等措施给予美国各种特权，并允许美军在尼加拉瓜活动；1926年，再度在美国的支持下担任总统，直到1928年大选后卸任。

## 早年生涯
1875年，阿道弗·迪亚斯出生于哥斯达黎加，是流亡哥国的尼加拉瓜政治家何塞·德尔卡门·迪亚斯·雷尼亚斯科（西班牙語：José del Carmen Díaz Reñazco）与哥斯达黎加妇女弗朗西斯卡·雷西诺斯（西班牙語：Francisca Recinos）之子。迪亚斯后来回到母国尼加拉瓜，在一家美国矿业公司的尼加拉瓜分社任职。
1909年，阿道弗·迪亚斯作为尼加拉瓜保守党的一员参加了推翻何塞·桑托斯·塞拉亚政府的活动，随即在大选中当选为保守党总统胡安·何塞·埃斯特拉达·莫拉莱斯的副手:52。但尼加拉瓜的自由党及尼加拉瓜保守党间的惡鬥仍然持續，並威脅到金元外交下的美國投資。此时，国防部長路易斯·梅納更迫使胡安·何塞·埃斯特拉达辭職，在美国的支持下，担任副总统的迪亚斯于1911年转任总统。

## 首次担任总统
阿道弗·迪亚斯在任期间，尼加拉瓜采行亲美的外交政策，接受美国贷款以改革本国货币:53-55，还允许美国控制海关、银行及铁路行业，但迪亞斯與美國的緊密聯繫也導致他在尼加拉瓜的支持度下跌，激化了包括国防部長路易斯·梅納在內的尼加拉瓜軍人中的民族主義情緒。梅納獲得國民議會的支持，指責迪亞斯將國家利益賣給紐約銀行家。迪亞茲轉向美國政府尋求幫助。而美國官員也呼籲塔夫脫總統進行軍事干預，稱從美國控制的尼加拉瓜鐵路受到威脅，美國的利益受損。
1912年，梅納說服尼加拉瓜國民議會在迪亞斯任期結束後任命他為新總統。但是美國反對尼加拉瓜國民議會的決定，支持迪亞斯，而迪亚斯也因此罢免了梅纳的国防部长职务:74。因此，梅納決定領軍反抗迪亞斯政府，一支由自由黨政治家本哈明·塞莱东領導的部隊，迅速前往格拉納達支援梅納。美国随即要求派遣海军陆战队前往尼加拉瓜，以维护自己的当地的利益。于是美国海军陆战队登陆尼加拉瓜，并击败了梅納率领的反抗军，梅纳因此被迫流亡到巴拿馬。而美国也由此在尼加拉瓜取得了不少特权，並一直佔領该国至1933年。
1914年，迪亚斯委托驻美大使埃米利亚诺·查莫罗·瓦加斯与美国签署了《布赖恩—查莫罗条约》，据此条约，美国可以在尼加拉瓜開鑿運河，在建成运河后还享有使用的權利；同时可以长期租借尼加拉瓜东海岸的马伊斯群岛，还可在该国丰塞卡湾修筑军事基地；作为报答，美国也付给了尼加拉瓜300万美元。该条约随即于1916年生效。之后，迪亚斯于1917年卸任，离开尼加拉瓜前往美国，并将政权和平移交给埃米利亚诺·查莫罗·瓦加斯。

## 再度担任总统
1926年，尼加拉瓜保守党政府与自由党再度爆发了战争，自由黨勢力迅速佔領了布盧菲爾茲等东海岸城镇:292。阿道弗·迪亚斯从美国回到尼加拉瓜，并在美国的支持下第二次出任总统，上任后，迪亚斯立即要求美国总统卡尔文·柯立芝進行軍事干預，美國答應。1927年1月24日，第一批美國軍隊抵達，随后，在美國軍隊支持下，自由黨勢力被残酷镇压:292-293。1928年，在美国的监督下，尼加拉瓜举行了总统大选，自由党政治家何塞·玛丽亚·蒙卡达击败了保守党政治家马丁·贝纳尔德，当选为新一任尼加拉瓜总统。同年，该国还创立了第一座语言管理机构尼加拉瓜语言学院。

## 卸任及逝世
1929年，阿道弗·迪亚斯辞去总统职务，并将政权和平地移交给当选总统的何塞·玛丽亚·蒙卡达。1936年，前往美国定居，后来搬到哥斯达黎加，直到1964年于哥斯达黎加圣何塞去世。